# Takedda
Takedda, auch Tegidda (Tamascheq, „Quelle“), ist eine Ruinenstadt 140 km westnordwestlich von Agadez in Niger beim heutigen Ort Azelik, der im Gemeindegebiet von Ingall liegt. Im Mittelalter war der Ort neben dem Fessan die wichtigste Etappe der transsaharanischen Route zwischen Gao und Ägypten.
Gemäß Radiokarbondatierung wurde bereits im 1. Jahrtausend v. Chr. oder noch früher in Takedda Kupfer verarbeitet. Die Stadt wurde 1353 von Ibn Battuta anlässlich seiner Rückreise von Mali nach Marokko besucht. Der Weltreisende charakterisiert den Ort als Handelsstadt, übergeht die nahegelegenen Salinen, erwähnt aber die Ausfuhr von Kupfer. Nach seinem Bericht wurde das Kupfer von hier nach Gobir, Zaghay (Katsina) und Bornu exportiert. Laut den Nachrichten bei al-Umari und Ibn Chaldun, war der Ort im 14. Jahrhundert Teil des Malireiches. Als wahrscheinlich gilt, dass die mittelalterlichen Quellen Takedda mit Tadmekka, dem heutigen Essouk in Mali (Region Kidal) verwechselt haben und sich das Malireich nie bis nach Takedda ausdehnte.
Die Gründung von Agadez um 1430 führte zu einer Konkurrenzsituation zwischen den beiden Städten. Takedda wurde schließlich in der zweiten Hälfte des 15. Jahrhunderts von Agadez angegriffen und völlig zerstört. Die Einwohner zogen sich nach Ingall, 80 km weiter südlich zurück. Auch die Kupferverarbeitung endete um diese Zeit, entweder weil die Erzvorkommen erschöpft waren oder es kein Brennmaterial mehr gab.
Der Name der Handelsstadt überlebt in dem der Ortschaft Tegguida-n-Tessoum, 16 km westsüdwestlich von Azelik. 1957 wurde bei Takedda eine Uranlagerstätte entdeckt,  die seit 2010 durch das Uranbergwerk Azelik ausgebeutet wird.
Die heutige Piste von Tamanrasset in Algerien nach Tahoua und Niamey in Niger führt über Tegguida-n-Tessoum und Ingall.